# Pinus mugo
|  | No s'ha de confondre amb Pinassa, Pi negral, o Pinus nigra. |

Pinus mugo és una espècie de conífera de la família Pinaceae pròpia de l'alta muntanya europea (viu a l'estatge subalpí) i que presenta dues subespècies d'aspecte força diferent, que per alguns autors són dues espècies diferents: Pinus mugo subsp. mugo, arbustiu i que trobem sobretot als Alps, Carpats i Balcans, i Pinus mugo subsp. uncinata o pi negre que trobem al Pirineu. Ambdues subespècies tenen les agulles agrupades en parells (com la resta de pins europeus) i pinyes petites gairebé sèssils.

## Subespècies
- Pinus mugo subsp. mugo: serralades de centre, est i sud-est d'Europa (Alps orientals, Carpats, península balcànica). És una planta baixa, arbustiva, sovint de tiges múltiples, de 3 a 6 metres d'alçada amb cons simètrics de textura mat, d'apòfisi no prominents, cosa que el diferencia del Pinus mugo subsp. uncinata. Alguns autors el consideren una espècie independent (Pinus mugo).[1]
- Pinus mugo subsp. uncinata: serralades del centre, oest i sud-oest d'Europa, incloent-hi els Pirineus, un arbre més gran, generalment d'una sola tija, de 20 m d'alçada, amb cons asimètrics de textura brillant, amb les escates més gruixudes en un costat del con que en l'altre. Alguns botànics tracten la subespècie occidental com una espècie separada, Pinus uncinata. Aquesta subespècie als Pirineus marca límit arbori superior del bosc, l'hàbitat on els arbres són capaços de créixer.
- Pinus mugo subsp. rotundata: subespècie híbrida de les dues subespècies anteriors l'àrea de distribució de les quals se superposa àmpliament a l'est de Suïssa i oest d'Àustria.[2]

## El pi negre

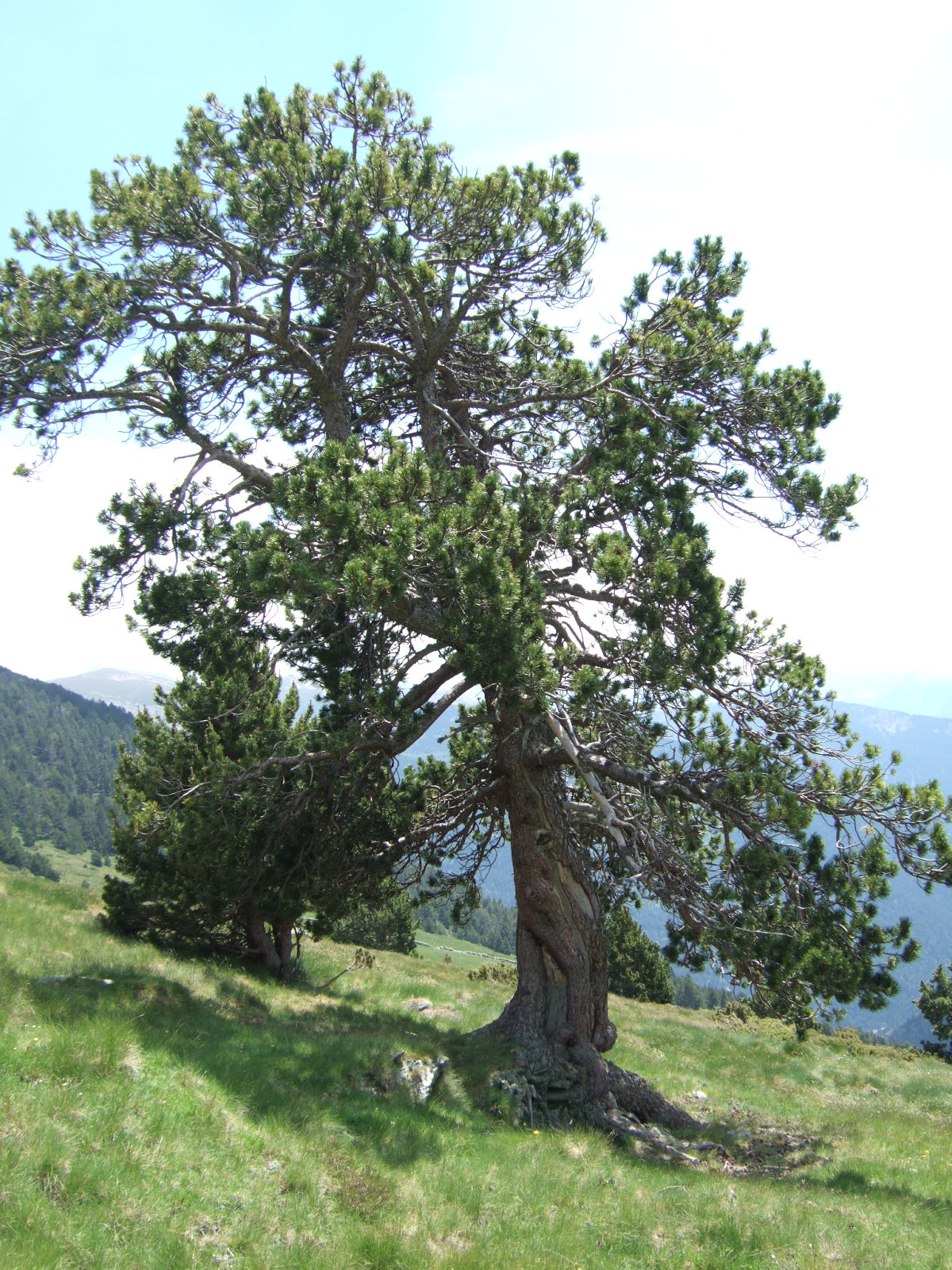
Pi solitari a la vall del Riu (Andorra)

### Característiques
El pi negre (per a alguns autors Pinus mugo subsp. uncinata i per a d'altres Pinus uncinata) és un arbre de capçada entre allargada i cònica, de fins a 20 metres, amb les branques baixes acostades al sòl, i el tronc normalment recte i gruixut, però de vegades tortuós, ajagut i amb la capçada deformada. Fulles fortes de 4 a 5 cm de longitud, fosques i punxants, molt acostades. Les pinyes són asimètriques, amiden d'entre 5 i 7 centímetres i compten amb esquames prominents. L'epítet "uncinata" fa referència precisament a aquest aspecte "ganxut" de les esquames.

### Ecologia
Ecològicament, ocupa la part superior de l'estatge subalpí, per sobre dels boscos d'avet (Abies alba) i faig (Fagus sylvatica) a les zones obagues i de pi roig (Pinus sylvestris) a les solanes. En aquestes zones de contacte podem trobar exemplars híbrids entre els dos pins (Pinus × rhaetica (sin. Pinus × bougeti [nom. inval.])). Més amunt és l'espècie que marca el límit altitudinal del bosc als Pirineus, encara que individus isolats poden arribar a créixer per damunt dels 2.700 m. És una espècie de creixement lent, amb pocs requeriments ambientals i capaç de colonitzar indrets molt desfavorables. Al límit altitudinal de la seva distribució és normal trobar exemplars molt vells amb un aspecte torturat, creixent en esquerdes de roca, veritables conqueridors de l'alta muntanya. Alguns d'aquests exemplars tenen, malgrat el seu aspecte, més de 700 anys.

### Distribució

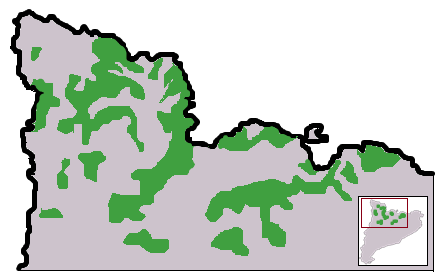
Distribució del pi negre al Pirineu català

Al Pirineu català és molt comú entre els 1.300 i límit arbori (uns 2.400 metres), on forma boscos. També es troba al Pirineu aragonès i navarrès, progressivament més escàs com més cap a l'oest, i també apareix en alguns llocs isolats del Sistema Ibèric.

A Catalunya és la sisena espècie arbòria forestal tant pel nombre d'hectàrees com pel nombre de peus. Només es troba al Prepirineu i al Pirineu. És abundant en nou comarques: les sis de l'Alt Pirineu, l'Aran (48.000 ha i 48 milions de peus), el Ripollès (6,7 milions de peus), el Berguedà (prop de 5 milions) i el Solsonès (1,5 milions de peus). És l'espècie més abundant a la Cerdanya (10.832 ha i 2,5 milions de peus), però la comarca amb més pi negre és el Pallars Sobirà (15.825 ha i 16 milions de peus).

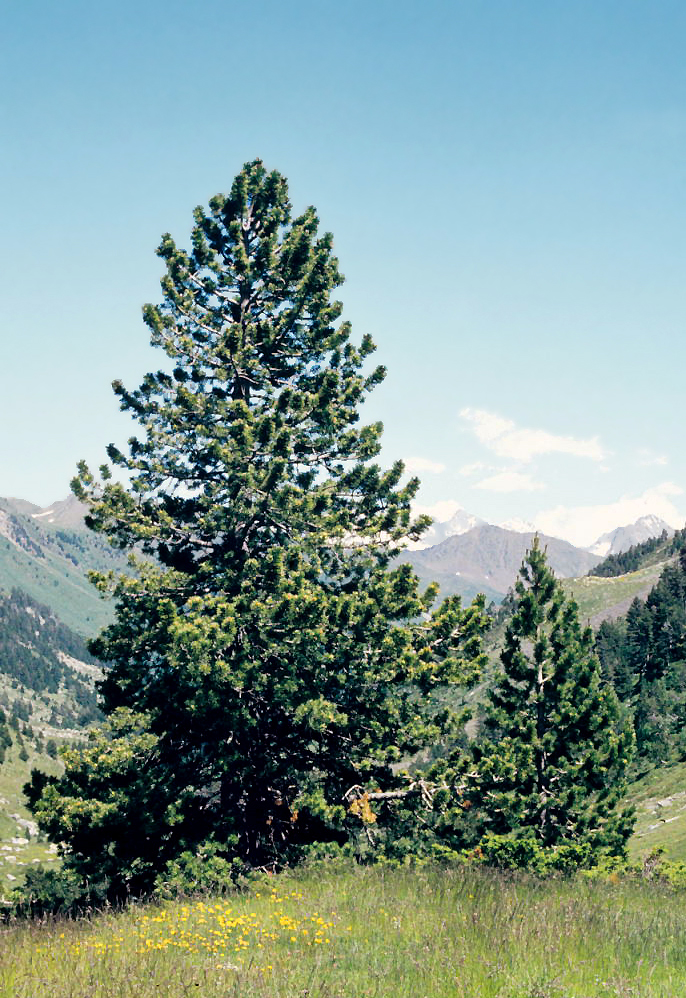
Exemplar de pi negre
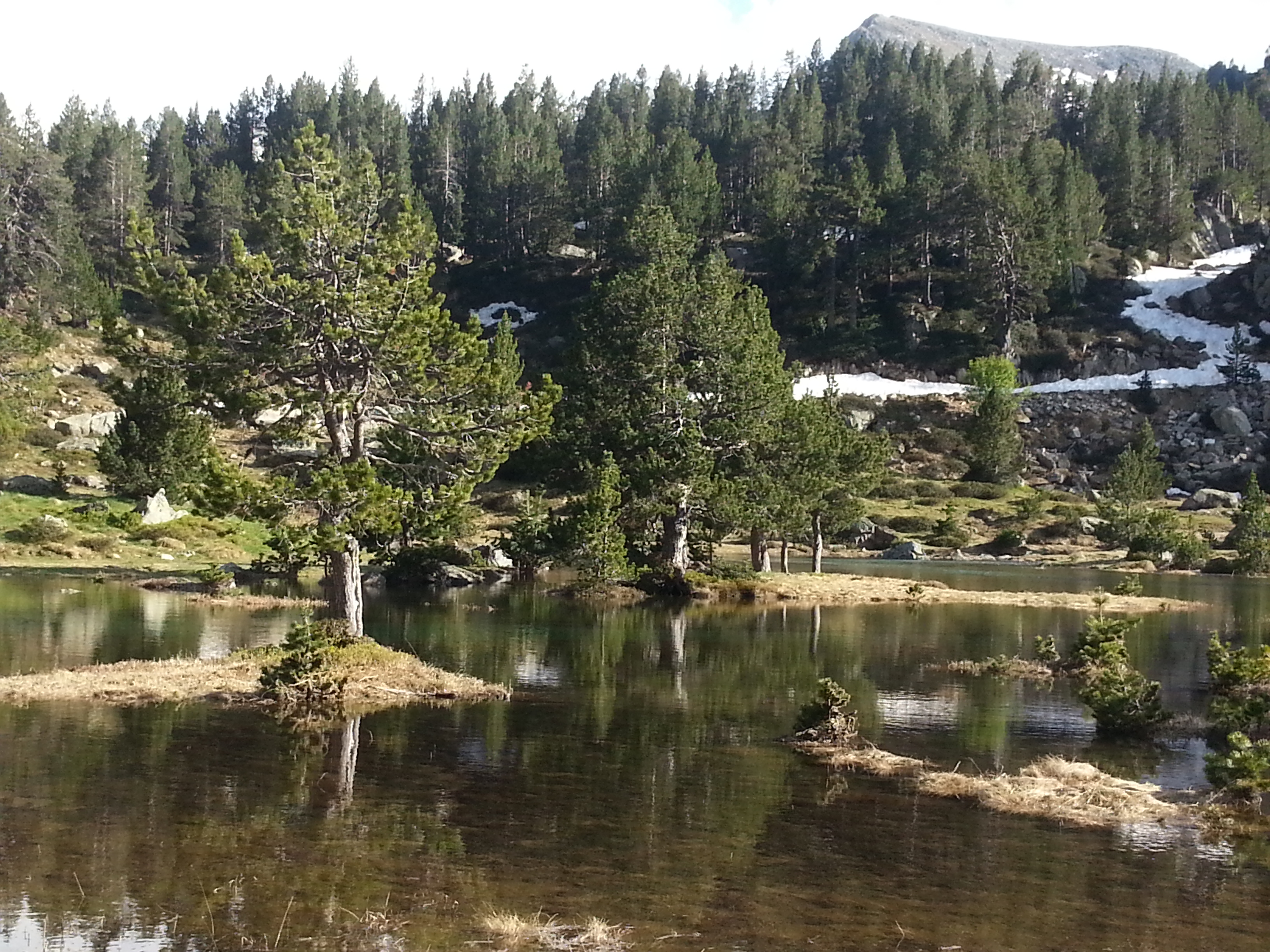
Bosc de pi negre a Aigüestortes
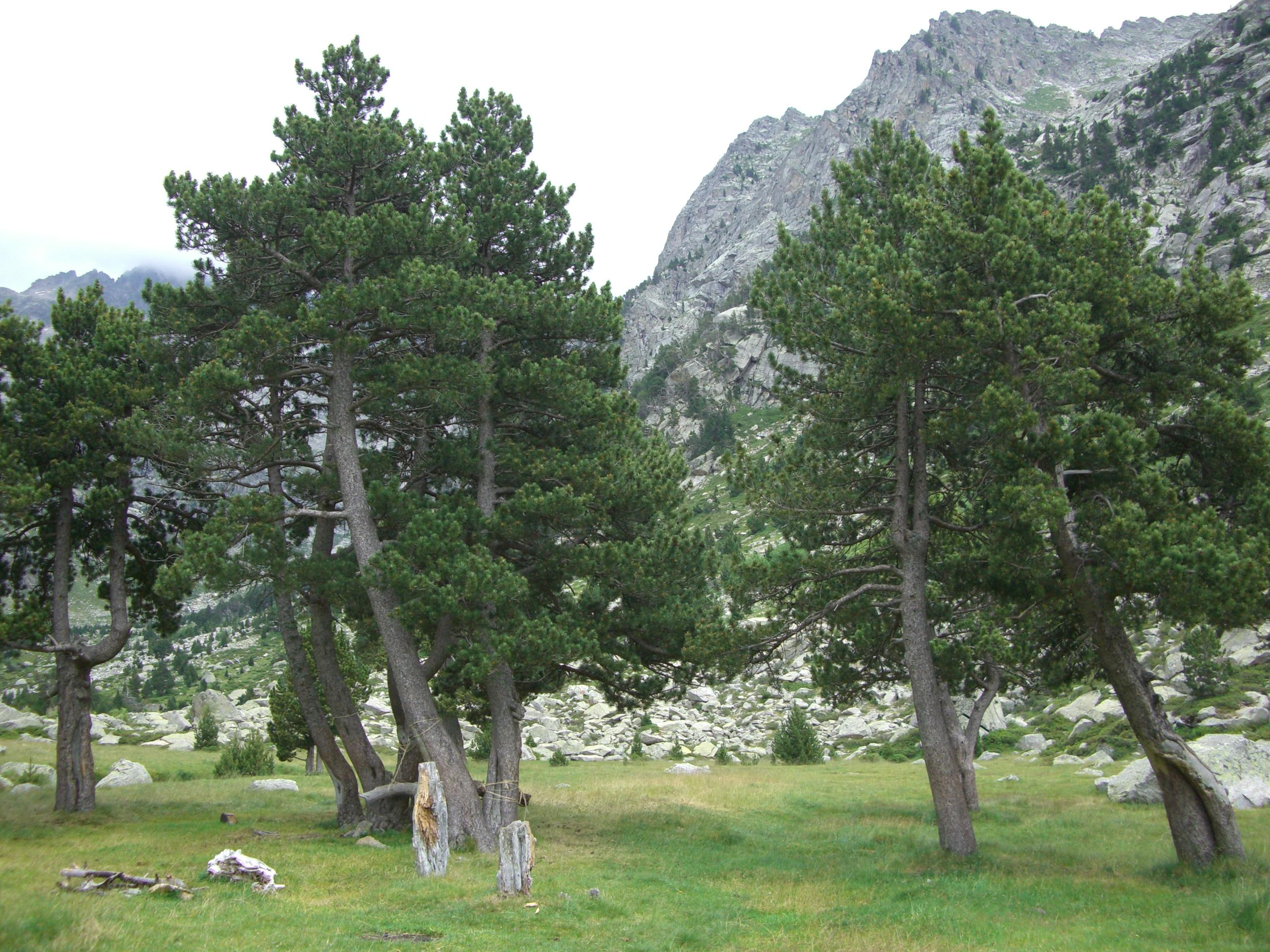
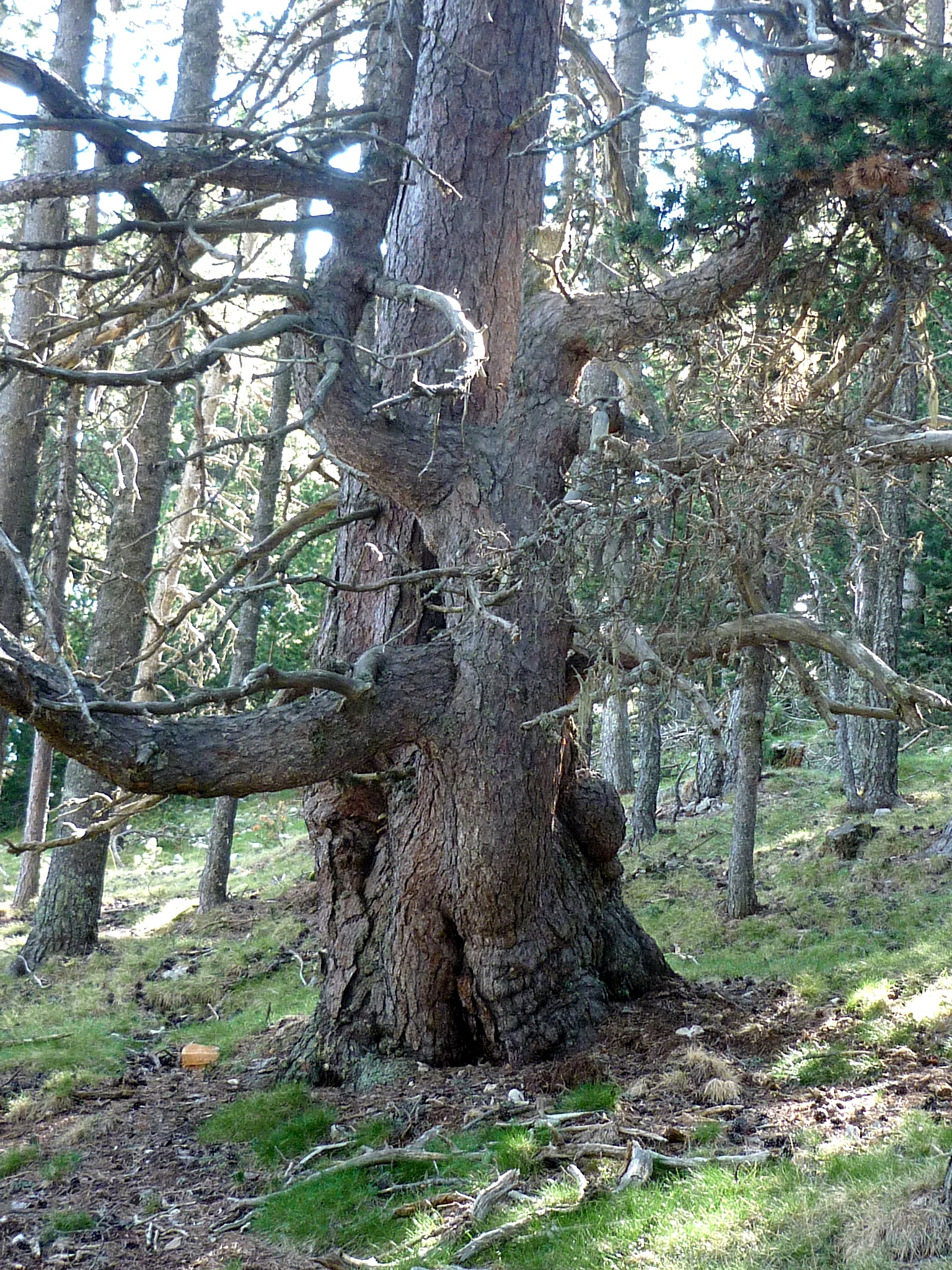
Exemplar centenari
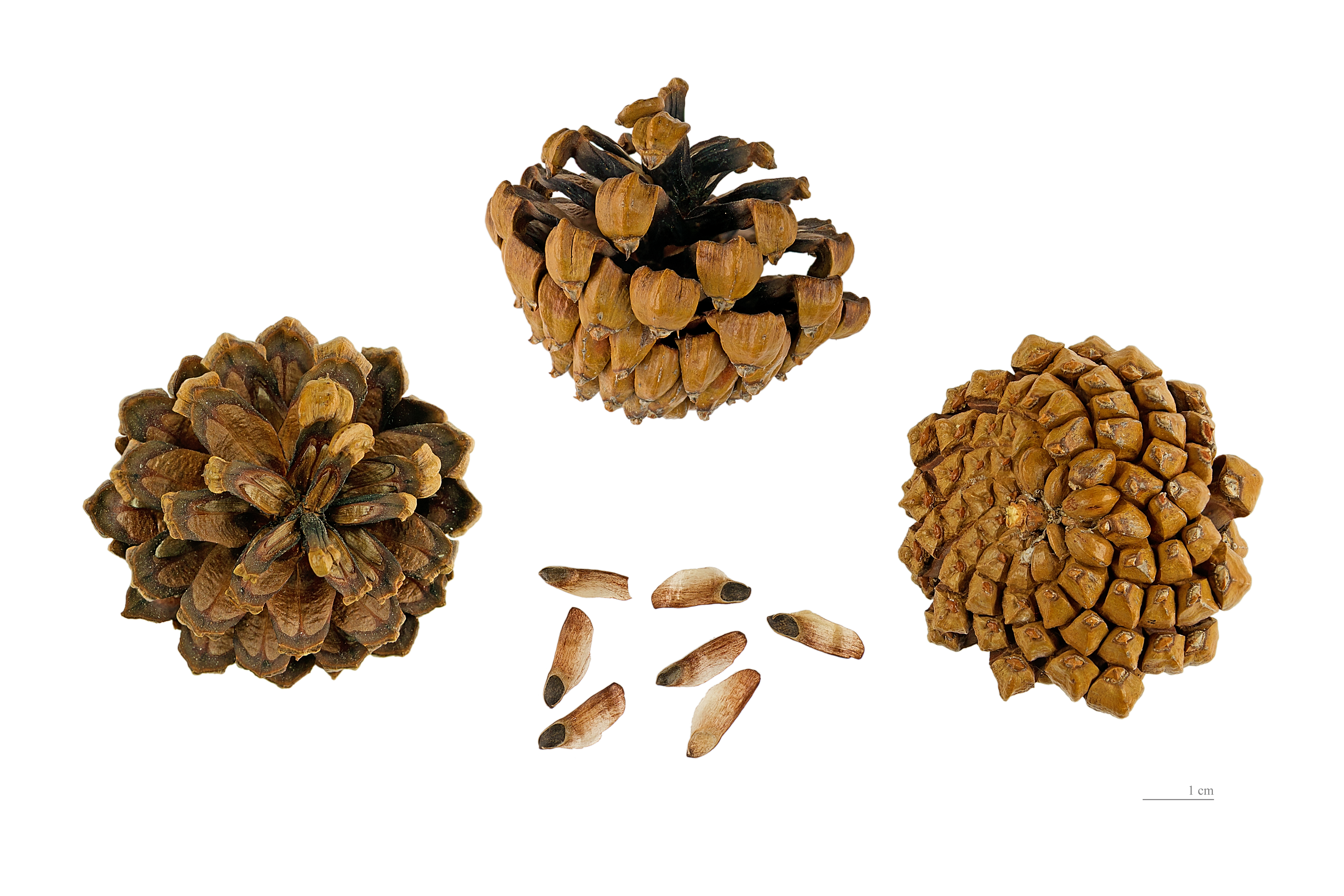
Pinyes de pi negre
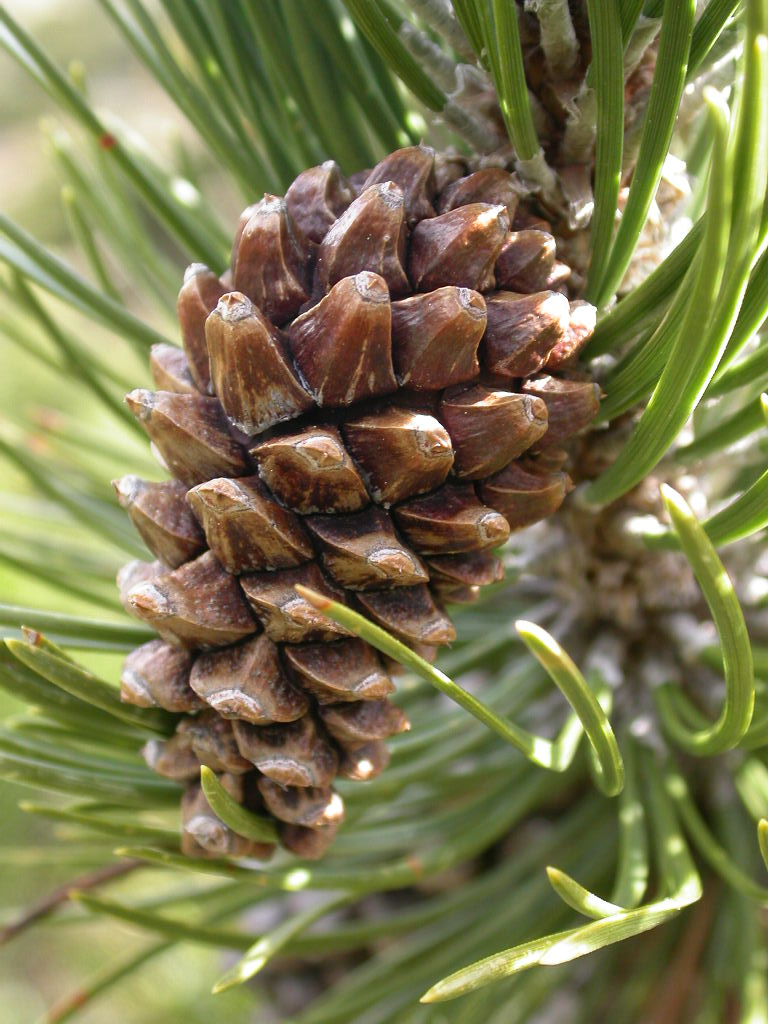
Pinya

## Pi negre dels Balcans
El pi negre dels Balcans (Pinus mugo subsp. mugo) és la subespècie pròpia del centre i est d'Europa. Habita les serralades de centre, est i sud-est d'Europa (Alps orientals, Carpats, península balcànica). És una planta baixa, arbustiva, sovint de tiges múltiples, de 3 a 6 metres d'alçada amb cons simètrics de textura mat, d'apòfisi no prominents, cosa que el diferencia del Pinus mugo subsp. uncinata. Alguns autors el consideren una espècie independent (Pinus mugo).

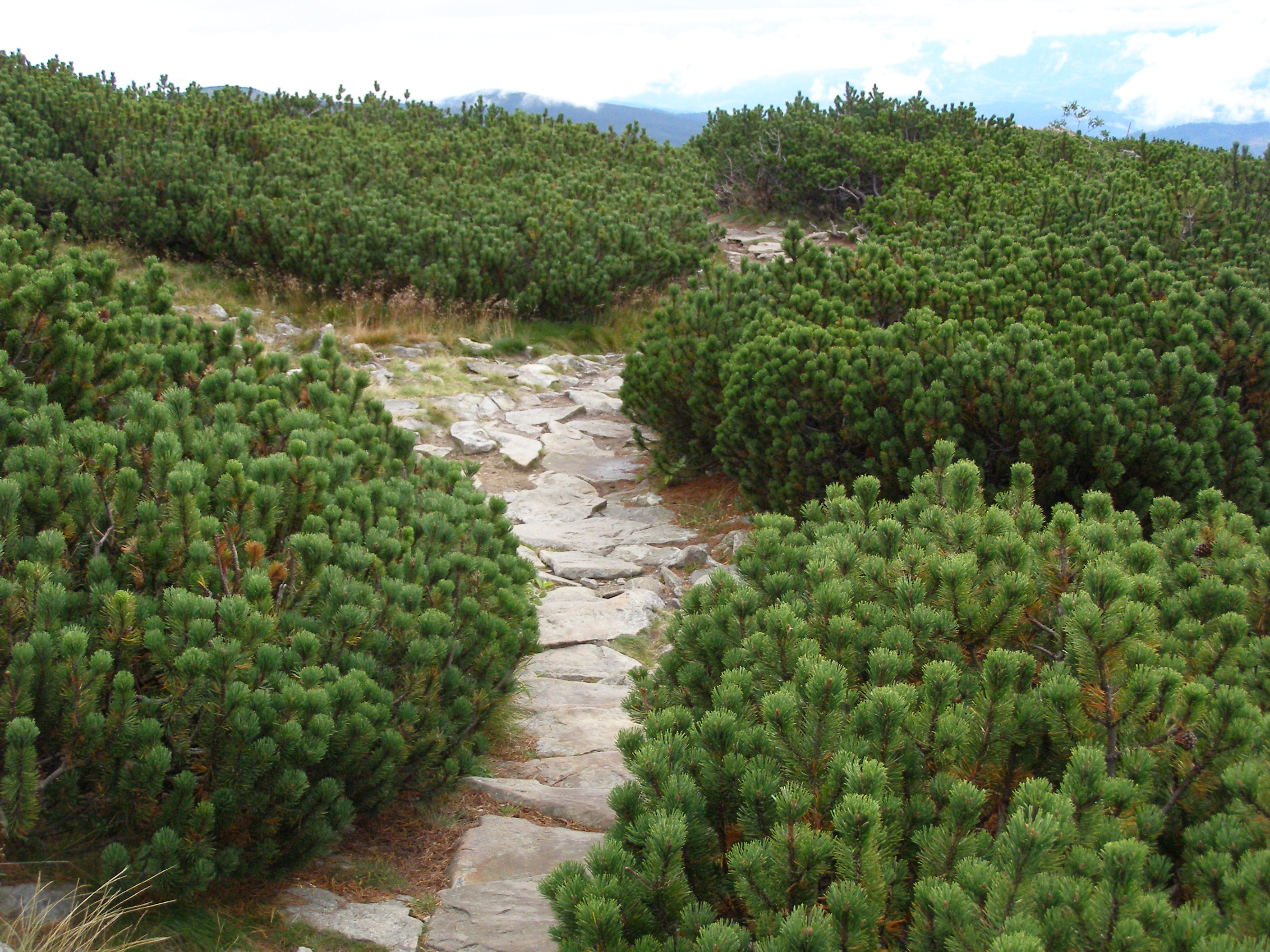
Bosquina de Pinus mugo subsp. mugo
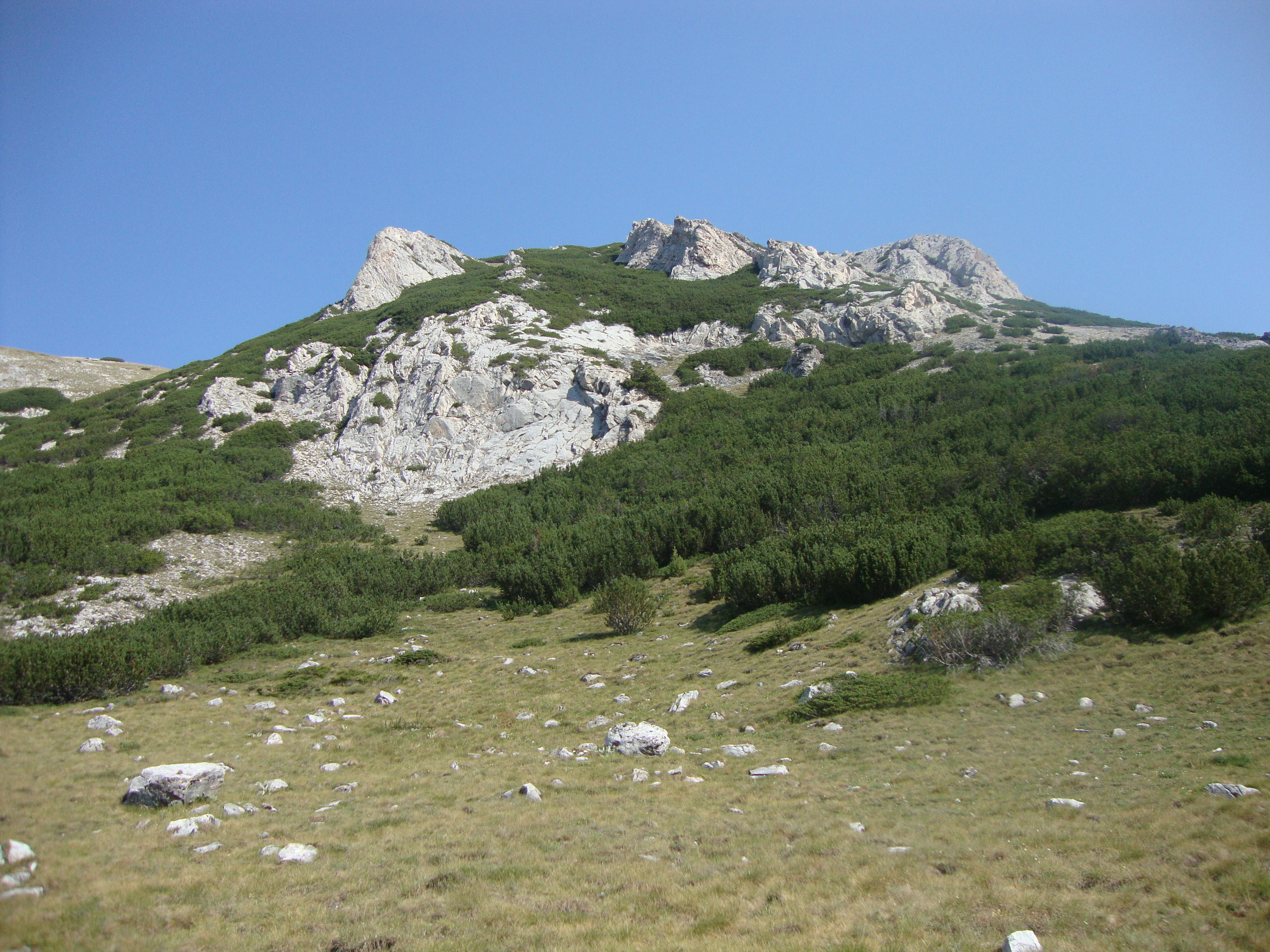
Bosquina de Pinus mugo subsp. mugo
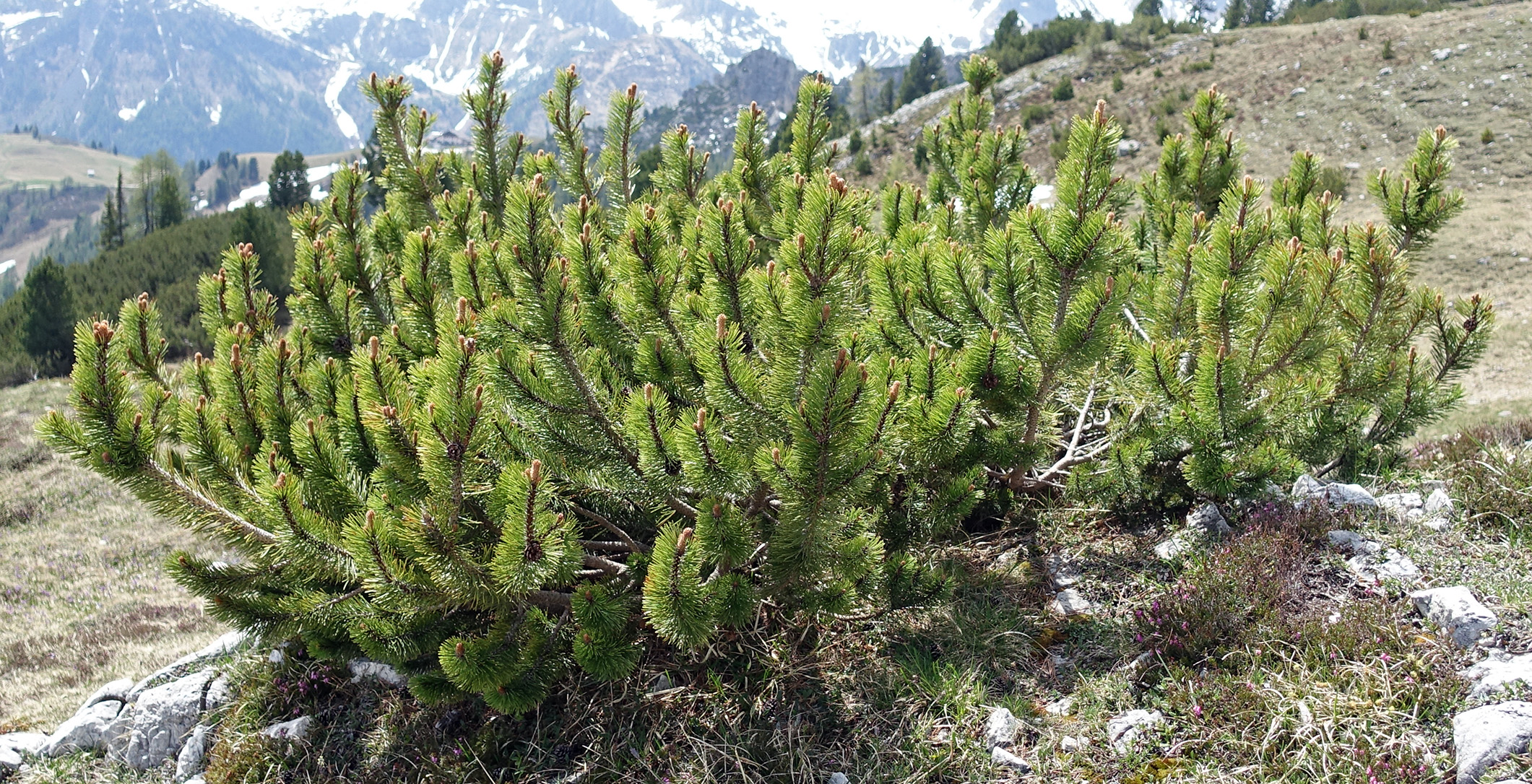
Peu de Pinus mugo subsp. mugo
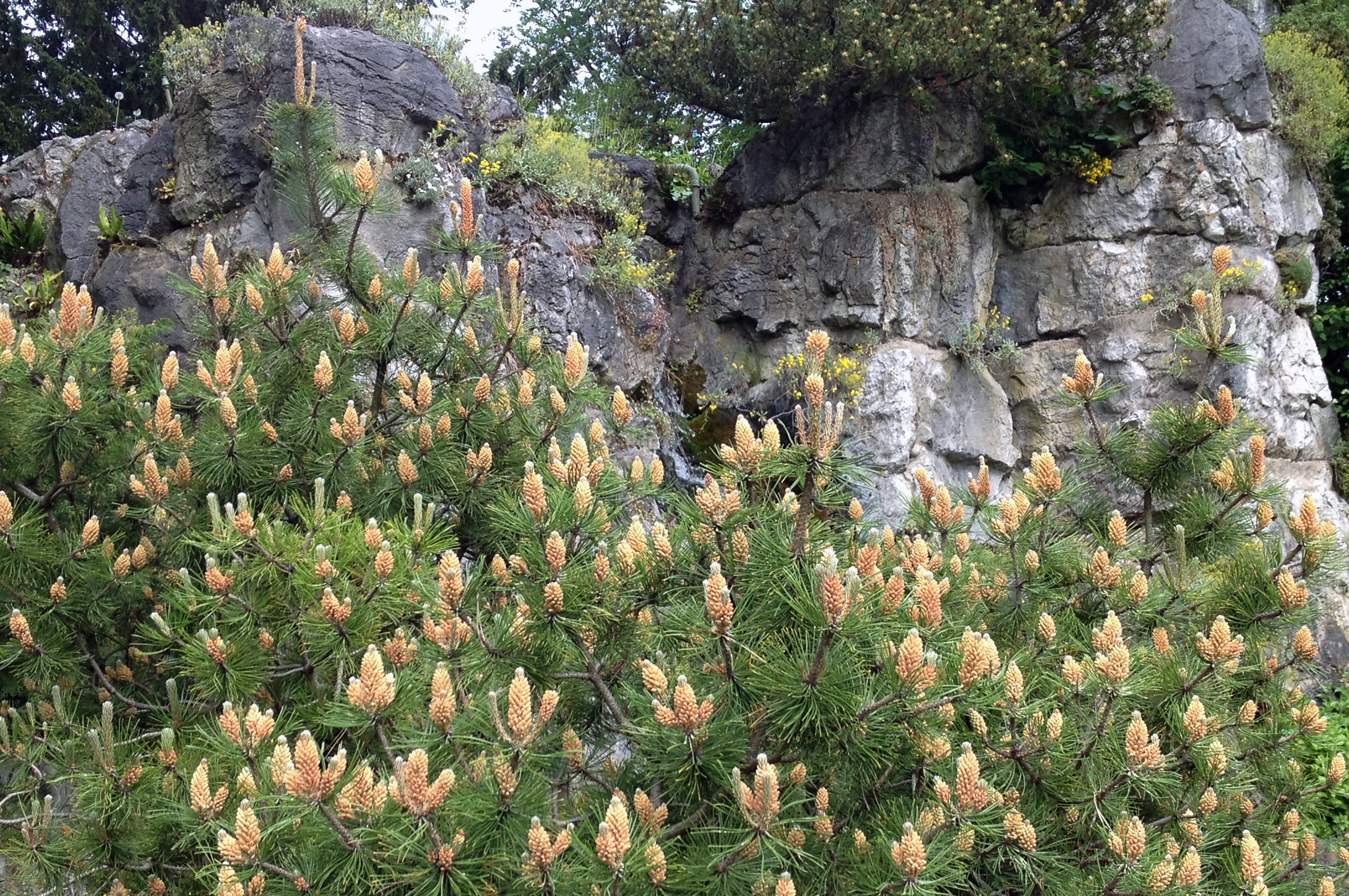
Pinus mugo subsp. mugo florit (sacs pol·línics)
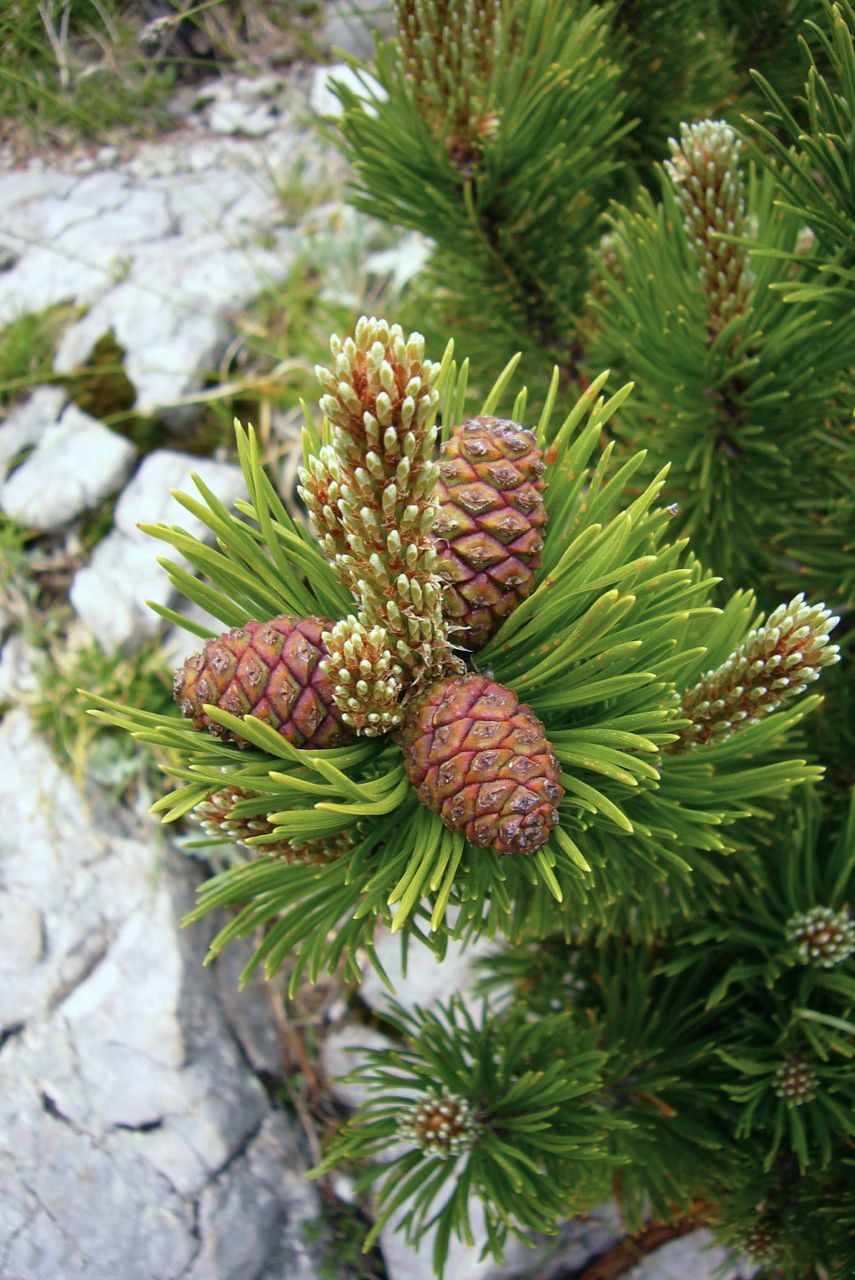
Pinyes de Pinus mugo subsp. mugo
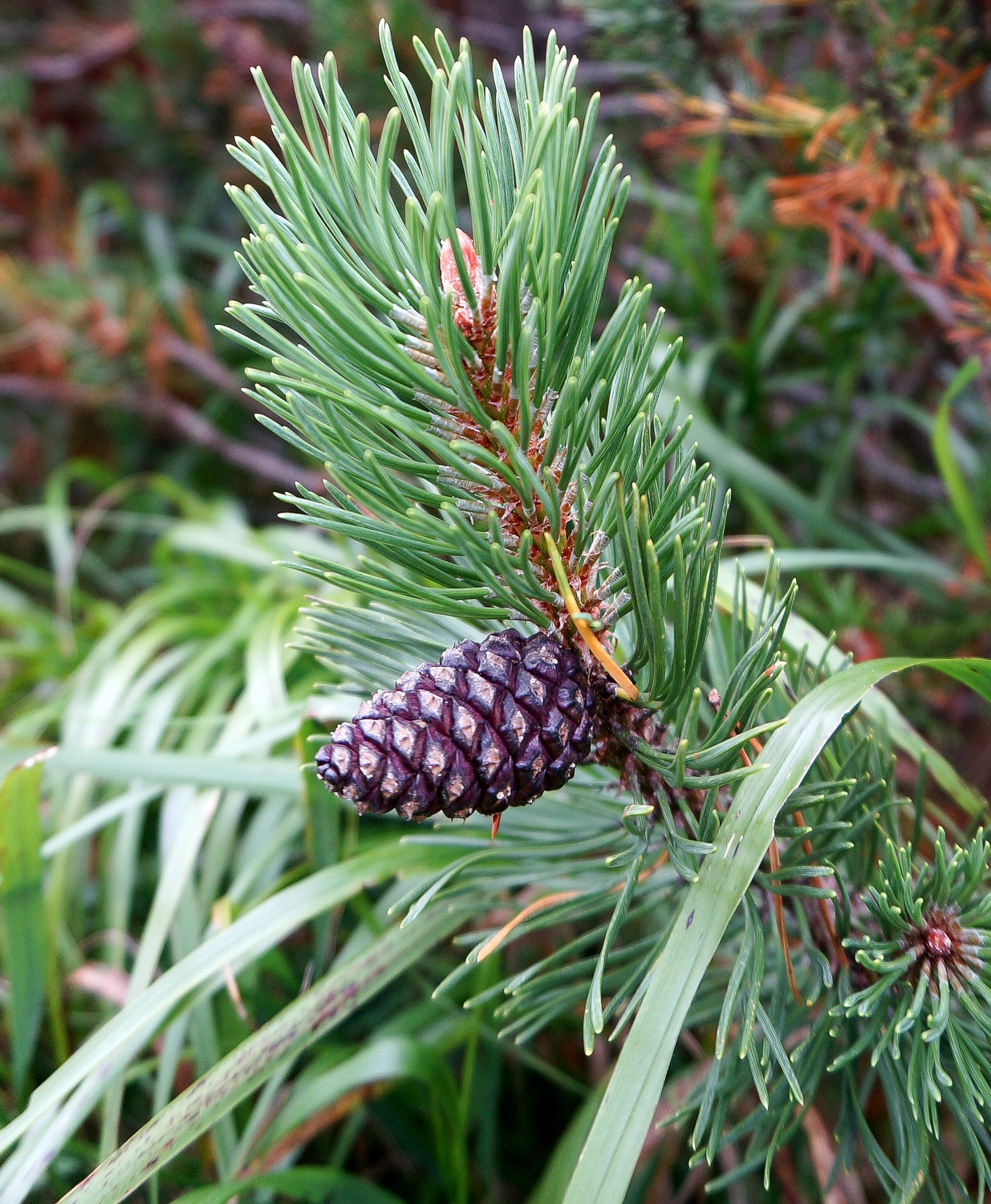
Pinya de Pinus mugo subsp. mugo